# Higashinari-ku
Higashinari-ku (東成区?, Higashinari-ku) è uno dei 24 quartieri di Ōsaka, in Giappone. Si trova nella zona orientale della città e secondo una stima del 1º settembre 2010 contava su 79 435 abitanti, distribuiti su una superficie di 4,55 km².

## Geografia fisica
Il territorio di Higashinari-ku è completamente pianeggiante e confina con Jōtō-ku a nord, la municipalità di Higashiōsaka a est, Ikuno-ku a sud (con i binari delle ferrovie Kintetsu lungo il confine), e con i quartieri di Chūō-ku e Tennōji-ku a ovest, che si estendono oltre il confine segnato dalla linea Circolare di Ōsaka.

## Monumenti e luoghi d'interesse

### Architetture religiose
All'interno di Higashinari-ku si trovano alcuni interessanti templi buddhisti e shintoisti:
Templi shintoisti
- Himekoso
- Yasaka
- Hachioji
- Grande tempio di Kumano
- Fukae Inari

Templi buddhisti
- Myoho, dove sono custodite le spoglie del monaco Keichu
- Homyo, con le pagode di Ganzuka in pietra.

### Aree naturali
Nel territorio del quartiere vi sono 24 piccoli parchi, che coprono una superficie totale di 8,42 ettari con una media di 1,07 metri quadrati di verde per abitante, notevolmente minore rispetto alla media cittadina che è di 3,52 m² per abitante. Nei pressi dell'angolo nordoccidentale di Higashinari-ku si estende il Parco del castello di Osaka, uno dei più grandi della città, che fa parte del quartiere di Chūō-ku.

## Economia
Higashinari-ku forma la zona industriale orientale di Osaka insieme ai vicini quartieri di Ikuno-ku, Jōtō-ku e Tsurumi-ku. La maggior parte delle aziende sono di piccole dimensioni ma contribuiscono in modo determinante allo sviluppo del quartiere. La zona più importante è quella intorno all'intersezione di Imazato, dove hanno sede l'ufficio distrettuale e molti altri uffici pubblici, oltre a diverse banche e istituzioni finanziarie.

## Infrastrutture e trasporti

### Ferrovie e metropolitana
Nel quartiere passano due linee ferroviarie e tre linee della metropolitana di Osaka:
- I binari utilizzati dalla Linea Osaka e Linea Nara delle Ferrovie Kintetsu, con fermate alle stazioni di Tsuruhashi e Imazato Kintetsu
- Linea Circolare di Ōsaka delle ferrovie JR West, con le stazioni di Tsuruhashi, Tamatsukuri e Morinomiya.
- Linea Chūō della metropolitana di Osaka, che passa lungo il confine settentrionale del quartiere. Ferma alle stazioni di Morinomiya, Midoribashi e Fukaebashi.
- Linea Sennichimae della metropolitana, che passa nei pressi del confine sud del quartiere. Ferma alle stazioni di Tsuruhashi, Imazato e Shin-Fukae.
- Linea Imazatosuji della metropolitana, che attraversa la parte centrale di Higashinari-ku lungo l'asse nord-sud. Ferma alle stazioni di Midoribashi e al capolinea di Imazato.